# Idioma natú
El natú o peagaxinan es una lengua indígena de América, actualmente extinta y anteriormente hablada en el NE de Brasil.

## Aspectos históricos, sociales y culturales

### Distribución geográfica
Según algunas informaciones las etnias natú y xocó habrían vivido en el Posto Padre Alfredo
Damaso y también cerca de Pacatuba, Sergipe. Sin embargo, la extensa encuesta lingüística de 1961 llevada a cabo por Wilbur Pickering, Menno Kroeker y Paul Wagner no halló vestigios de los miembros de estas etnias.
Según Loukotka el natú o peagaxinan, se hablaba también en Pôrto Real do Colégio, aunque el territorio original de los natú era el río Ipanema (afluente norte del río São Francisco, en el centro del estado Pernambuco).